# Melfa
A Melfa egy olaszországi folyó Lazio régióban, a Liri egyik mellékfolyója.
Az Abruzzo-Lazio-Molise Nemzeti Park területén fekvő karsztvidékről ered, áthalad a Valle di Comino vidékén és Roccasecca település mellett a Liribe ömlik.